# Relieve de Andalucía

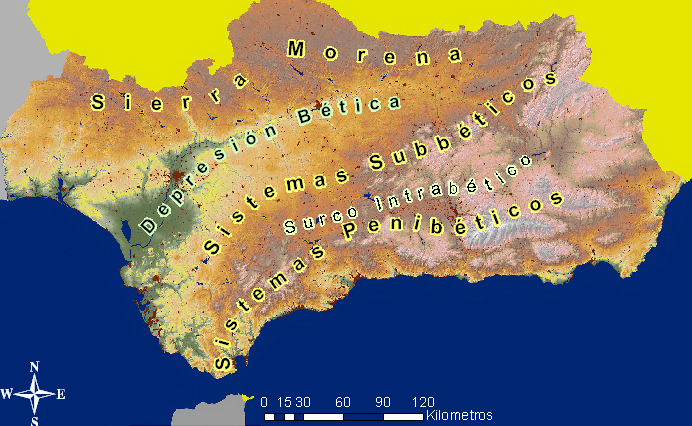
Localización de las principales unidades del relieve de Andalucía.

El relieve de Andalucía tiene una gran complejidad tanto en su formación como en sus materiales y estructuras. Esta complejidad es debida a la gran extensión superficial (87.268 km²) de Andalucía y en la larga y compleja historia geológica de su relieve. 
Además, si entendemos el relieve como accidente que configura el espacio, puede ser considerado como el principal factor que va a configurar el medio natural. De esta forma, las barreras orogénicas y su disposición van a configurar el clima, la red fluvial, los suelos y su erosión, los pisos bioclimáticos, etc. Por lo tanto el relieve va a configurar no solo los recursos naturales, sino también su forma de aprovechamiento.
El relieve andaluz se caracteriza por el fuerte contraste altitudinal en el relieve. En sus fronteras se dan las mayores cotas de la península ibérica y casi un 15 % del territorio por encima de 1000 m; frente a las zonas deprimidas, con menos de 100 metros de altitud en la gran Depresión Bética.
En las pendientes, se produce el mismo fenómeno. Contrasta el 40% de superficie prácticamente llana de la Depresión Bética y del Surco Intrabético, con un 45% con superficies abruptas y montañosas, siempre con una pendiente superior al 15%.
Por último, en cuanto a las costas andaluzas, el litoral atlántico con predominio abrumador de playas y costas bajas; por su parte el litoral mediterráneo tiene una presencia muy importante de acantilados sobre todo en la Axarquía malagueña, Granada y Almería.
No es de extrañar que esta dicotonomía en el relieve andaluz produzca una importante influencia en las formas de ocupación y explotación de estos territorios, presentando diversas potencialidad y constricciones. Su determinación es tal, que va a configurar una compartimentación primaria de los distintos espacios, coincidiendo con las barreras montañosas más importantes de Sierra Morena, Sistema Subbético y Sistema Penibético.
Sierra Morena, al mismo tiempo que marca una ruptura entre Andalucía y la Meseta, presenta una gran separación, acrecentanda por su despoblamiento, entre la Sierra y la Campiña. Huelva, Sevilla, Córdoba y Jaén.
Las Cordilleras Béticas suponen una gran barrera que dificulta la comunicación entre la Campiña y el Surco Intrabético. Especialmente el aislamiento es ejemplarizante entre la Campiña jienense y las depresiones intrabéticas del norte de Granada y Almería. Esta barrera montañosa es tal que ha provocado la diferenciación entre la alta y baja Andalucía, incrementada por factores históricos ligados a la reconquista y a la repoblación. El sector cordobés y sevillano del subbético es mucho más compartimentado, dejando amplios pasillos para la comunicación entre la Campiña y los Llanos de Antequera, para penetrar con facilidad en la Depresión de Granada.
Por último, el Sistema Penibético ejerce de barrera aisladora entre el litoral mediterráneo y el interior. El hecho de la no existencia de pasillos transversales hace que los cursos fluviales individualicen el territorio en grandes unidades aisladas: Altiplanicie de los Vélez, Desierto de Tabernas, Alpujarras, Tierra de Alhama, Montes de Málaga y Serranía de Ronda-Grazalema.

## Paleogeográfica de la formación de Andalucía
La constitución de los rasgos geográficos del relieve de Andalucía es producto de un conjunto de cambios paleogeográficos ocurridos a partir del Precámbrico -hace más de 470 Ma- hasta nuestros días.
El territorio de la actual Andalucía emerge del fondo del mar a partir del geosinclinal denominado mar de Tetis. Con el plegamiento huroniano se van a formar la mayoría de los materiales, los más antiguos datan del Precámbrico -más de 570 Ma- en la Zona de Ossa-Morena. Si bien, es con el plegamiento caledoniano cuando emergen las primeras tierras. 
Con el plegamiento herciniano -hace 300 Ma- aparecen las primeras estructuras montañosas en disposición NE-SO -típicas de esta orogenia- que forman parte del Macizo Hespérico, ejemplarizado en Andalucía por Sierra Morena. Después de esta fase compresiva de la orogénesis, se prolongó un largo período de estabilidad relativa marcado por fracturas y fallas que modelan el relieve en puntos muy concretos, creándose líneas de debilidad que son aprovechados por los ríos para fijar su cauce. La erosión hídrica convirtió las zonas emergidas -Sierra Morena- en una penillanura, arrasando por completo los materiales más alterables y frágiles.
En el Mesozoico, las zonas exteriores -depresión y sistemas Béticos- todavía no están emergidas, aunque ya se están depositando los materiales calizos y margosos en condiciones subaéreas o de aguas poco profundas, provenientes de la erosión de Sierra Morena. Estos materiales serán el germen de lo que hoy constituyen las subbéticas y prebéticas. a partir de los que surgirán tras la próxima orogenia. Entre los sedimentos hay que distinguir entre dos grupos o clases:
1. Orógenos: de reciente formación, moldeables, dando lugar a relieves en pliegue.
2. Cratógenos: procedentes de rocas metamórficas, mucho más consistentes y poco moldeables, por lo que se van a producir fracturas, dando lugar a un relieve de bloques levantados y hundidos -Horst y Graben-.

En el tránsito del Mioceno Superior al Inferior -hace 20 millones de años- se va a producir un nuevo fenómeno compresivo con la orogenia Alpina, que afecta -en la parte más meridional- al zócalo que constituye el Macizo antiguo y a la cobertera de materiales secundarios y terciarios, y en el resto (subbético y prebético) solamente a dicha cobertera. La compresión de los dos tipos de materiales va a tener una respuesta diferente: 1. Los materiales catógenos se van a fracturar produciendo bloques levantados rodeados por fallas -Sierra Morena-. 2. Los materiales orógenos se van a plegar formando los Sistémas Béticos.
En los relieves alpinos es típica la formación de depresiones -genéricamente llamadas alpinas-. En el caso de Andalucía está localizada entre el macizo Hercínico de la Meseta y el borde septentrional de las Cordilleras Béticas. Debe su origen al empuje del continente africano -postpaís- sobre el continente europeo -antepaís-, comprimiendo los sedimentos acumulados en el geosinclinal bético durante la Era Mesozoica. Durante el Cuaternario el modelado hídrico del Guadalquivir ha sido el principal factor del relieve. Este ha ido colmatando lentamente las zonas inundadas y desplazando la costa hacia el Suroeste, hasta llegar a la línea de costa actual.
Hay dos tipos de costa:
- Costa atlántica: Es baja y arenosa con amplias playas.
- Costa mediterránea: Es más elevada y rocosa aunque también tiene playas como las de la Costa del Sol, en Málaga.

## Características del relieve

### Altimetría

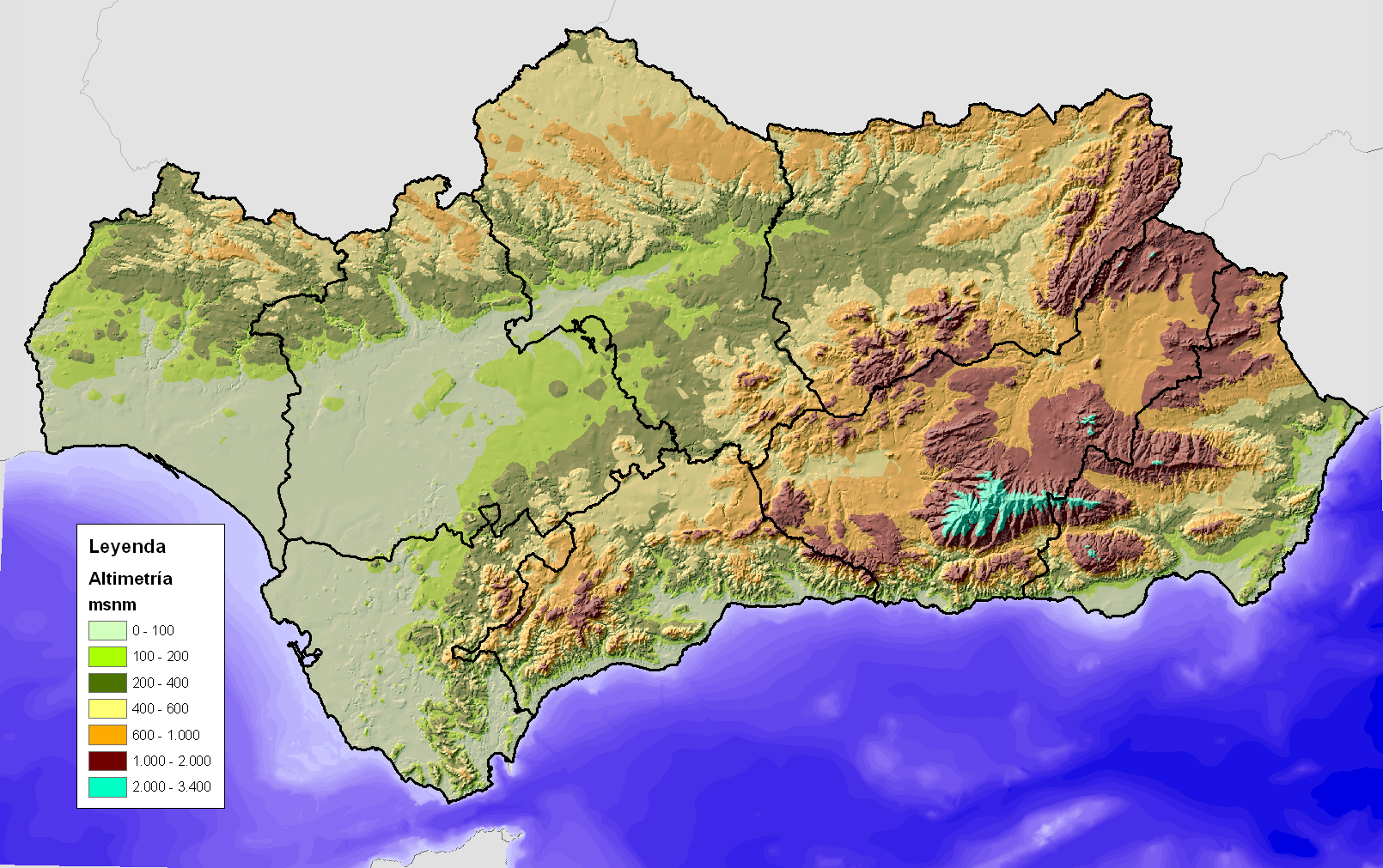
Niveles altimétricos del relieve de Andalucía.

Como consecuencia de este esquema podemos distinguir una serie de regularidades: la altitud aumenta de norte a sur y de oeste a este, por lo que la línea de máxima altitud estaría en el eje SO-NE, si no tenemos en cuenta Sierra Morena. En cuanto a la altitud media de Andalucía, unos 500 m, es muy similar a la media de la península ibérica.
Lógicamente las grandes unidades del relieve están bien individualizadas por este parámetro. Sierra Morena en contadas cotas rebasa los 1000 metros, encontrándose la mayoría de las zonas en una altura media entre 200 a 600 metros. Las alturas medias más importantes se alcanzan en los crestas calizas, menos erosionadas, de Córdoba y Sevilla. Por último, el sector onubense del Andévalo alcanza las cotas más bajas con medias que no llegan a los 200 metros.
En la depresión bética, como es lógico, encontramos la altura media más baja. La cota de los 100 metros se extiende por el lecho del río Guadalquivir hasta prácticamente llegar a Córdoba, extendiéndose por toda la Vega de Carmona, la campiña gaditana y los valles de los principales afluentes del sector de Sierra Morena: Tinto, Odiel, Viar, Guadiana, etc. Ya fuera de la Depresión Bética, a lo largo de la costa mediterránea se extiende una estrecha franja de tierra por debajo de la cota de los 100 metros. Esta superficie se hace mayor en las desembocaduras de los principales ríos de la Cuenca Sur: Guadalhorce, Guadalfeo, Andarax, Almanzora, etc. y en los campos almerienses de Dalías y Níjar.
Las zonas entre 100 y 200 metros aparecen rodeando a las zonas citadas anteriormente. Esta superficie es mayor en la campiña sevillana, en la Campiña Baja cordobesa (una estrecha franja) y el valle del Guadalquivir en Jaén. En la zona del mediterráneo, la inmediatez de los Sistemas Béticos, hace que esta franja sea prácticamente inexistente. La única zona donde es más apreciable es en el Campo de Níjar y en el Valle del Almanzora. Como se dijo anteriormente gran parte del Andévalo se encuentra entre estas cotas.
Si aumentamos la franja de altura entre los 200 y los 400 metros, la superficie aumenta hasta toda la zona de campiñas altas de la Depresión Bética, siendo mayor en la jiennense. También la superficie es considerable en el valle de Guadiato. Una vez más, esta franja tiene poco desarrollo en la zona mediterránea.
Al aumentar nuestra franja entre 400 y 600 metros, tenemos que decir adiós a la Depresión Bética para encontrar estas alturas. Esta franja es principalmente abundante en el Surco Intrabético (Hoyas de Antequera y Granada), Campo de Tabernas y en los Pedroches. También forma parte de la mayoría de Sierra Morena.
En el tramo 600 a 1000 metros ya se incluyen todas las cumbres de Sierra Morena y el resto del Surco Intrabético. También es importante en el Subbético cordobés, Los Vélez, Montes de Granada, Serranía de Ronda, etc.
Las zonas por encima de los 1000 metros se reducen a las cimas de las principales cordilleras. En Sierra Morena, estas altitudes sólo se alcanzan de forma puntual. Siendo las mayores cotas las del pico de la Estrella (1300 m) en la zona próxima a Despeñaperros.  En el Campo de Gibraltar, sólo el Aljibe (1.092 m) supera la barrera de los 1000 m. En el sector de la Serranía de Ronda son bastante más abundantes llegando a los 2.000 m (Torrecilla - Sierra de las Nieves 1.919 m). En el Subbético: en la parte sevillana, sólo la Sierra del Tablón supera los 1000 en el pico Terril (1.130 m); en la zona cordobesa, la Horconera es la más elevada con 1.570 m en la Tiñosa. Si nos adentramos más hacia el interior, las alturas superiores a 1000 m aumentan, en las sierras del sur de Jaén son habituales, llegando en Sierra Mágina hasta los 2.000 metros. En las sierras de Cazorla, Segura y Castril, las alturas superiores a 1000 es una tónica, superándose los 2.000 metros de forma puntual (Sierra Seca 2.133 m). Estas alturas también son habituales en las cordilleras más cercanas a la costa: Sierra Loja, Tejeda-Almijara (Maroma 2.065 m), Lújar, Contraviesa, Gádor (Punta del Sabinar 2.235 m), llegándose a superar los 2.000 en picos puntuales. Por último las cotas superiores de Andalucía y de la península se alcanzan en Sierra Nevada y los Filabres. En la primera, el Mulhacén (3.481 m) supone el techo de la península, mientras que en la segunda los 2.000 se superan con asiduidad.

### Pendientes

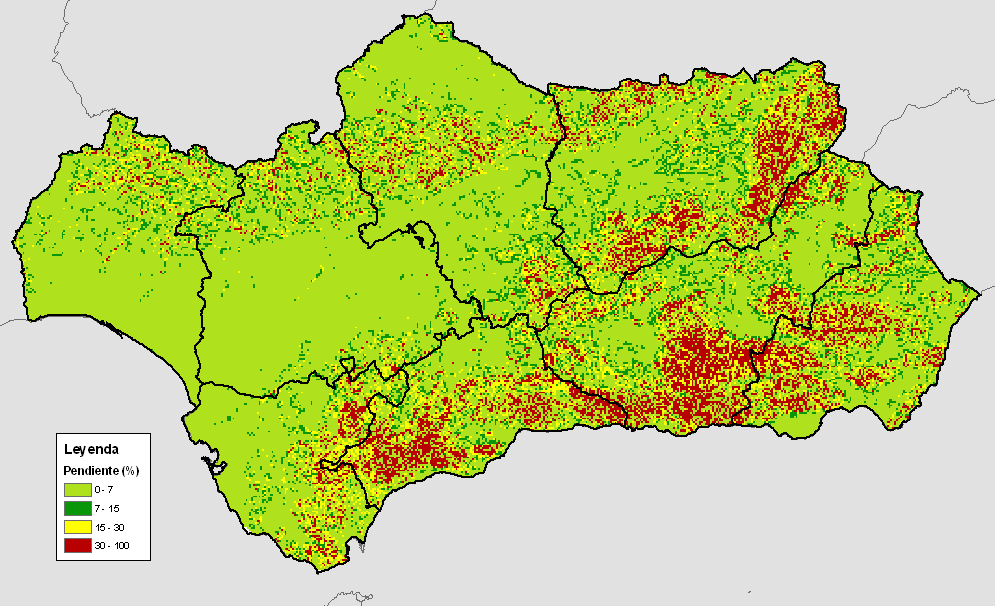
Niveles de pendiente del relieve de Andalucía

Globalmente, Andalucía es un terreno eminentemente llano. Si dividimos la pendiente en cuatro tramos:
1. Llano: menos del 7%
2. Acolinados: del 7% al 15%
3. Abruptos: del 15% al 30%
4. Montañoso: más del 30%

Aproximadamente el 40% del territorio andaluz es de una fisionomía llana. En esta zona hay que incluir la práctica totalidad de la Depresión Bética, Surco Intrabético y Valle de los Pedroches, además de otras zonas de menor importancia en superficie. El segundo tramo, supone una transición entre las zonas llanas y el comienzo de las zonas montañosas. Está muy repartido por todas las provincias, sin grandes superficies continuas. Las zonas abruptas, correspondientes al tercer tramo, se concentran en las zonas montañosas, configurando las cumbres de Sierra Morena y el Aljibe y por otra parte suponen las primeras estribaciones de los grandes cordilleras de los Sistemas Béticos. Por último, la zona montañosa se concentra en las zonas más altas de Sierra Nevada, Cazorla y Segura, Sierras Sur de Jaén, Montes de Málaga; aunque también aparece más dispersa por otras formaciones como el Subbético cordobés o la Sierra de Tejeda-Almijara. En Sierra Morena son muy raras de encontrar.

## Unidades del relieve
Andalucía se enclava en la parte meridional de la península. Esta, puede ser considerada un continente en miniatura desde el punto de vista geológico por su amplia diversidad geológica, tectónica y litológica. Esta diversidad, es resultado de un largo proceso de formación del relieve y su situación de encrucijada entre dos continentes y dos tipos climáticos (templado y subtropical). Andalucía, debido a su amplia extensión, similar a la de países como Portugal, reproduce a escala la complejidad y disposición del relieve de la península, lo que explica que de norte a sur aparezcan tres unidades bien diferenciadas y tres grandes dominios litológicos, que le otorgan una enorme diversidad física: Sierra Morena, la Depresión Bética y los Sistemas Béticos.

### Unidades precámbricas: Sierra Morena
Sierra Morena marca el límite entre Andalucía y la Meseta y forma parte del Macizo Hespérico. Se extiende por todo el norte de Andalucía, o sea, mitad septentrional de las provincias de Huelva, Sevilla, Córdoba y Jaén. Debe su nombre a la existencia de materiales oscuros como las pizarras y las cuarcitas y a la existencia de matorrales y bosques que le dan un color oscuro muy característico. 
Los distintos materiales que la forman se disponen en bandas paralelas en dirección NO-SO, rompiéndose continuamente su linealidad hasta el punto de que solo por sus desniveles puede ser considerada una cadena montañosa. Esta misma dirección, conocida como 'Armoricana' -típica de la plegamiento herciniano- es seguida, en su gran mayoría, por los ríos que nacen en ella y van a desembocar sus aguas al Guadalquivir.
Sierra Morena es el relieve más antiguo de Andalucía y el primero en emerger, formándose durante la Era Primaria. Es un relieve desgastado y de cimas redondeadas de escasa altura y vertientes de perfil convexo, a causa del papel esencial jugado por las erosiones sucesivas, que ha sufrido desde el final de la época herciniana. La erosión hídrica ha jugado un papel muy importante y han rebajado notablemente sus alturas iniciales aprovechando los materiales más blandos y las líneas de debilidad para instalarse.
Estas líneas de debilidad han provocado el desarrollo de una intensa erosión diferencial, debido a la existencia de un contraste notorio entre estratos de rocas duras -cuarcitas, granitos, calizas- y de rocas blandas -pizarras, esquistos, gneises. Las rocas blandas son las sometidas a un fuerte metamorfismo y se caracterizan por su esquistosidad y por ser fácilmente alterables y erosionables. Por otra parte, las rocas más duras y resistentes a la erosión son las que forman las cimas y tienen un origen sedimentario -caso de las poco frecuentes calizas-, plutónico -caso de las cuarcitas-, o bien un metamorfismo de materiales sedimentarios -caso de las cuarcitas-. En algunos casos la erosión ha sido tan importante que se ha exhumado todos los materiales blandos quedando al descubierto grandes batolitos graníticos -muy resistentes a la erosión- como el de los Pedroches.
En conclusión, Sierra Morena, no es sino el retazo más meridional de la Meseta, pudiendo considerarse como un escalón entre la Depresión Bética y la Meseta ya que el desnivel altimétrico, entre ambos accidentes del relieve, hace que la apariencia de la cadena montañosa sea muy diferente desde ambas vertientes. Por lo tanto, comparte con la Meseta gran antigüedad en materiales y formas, caracteres de los que en buena medida derivan todos los demás.
En cuanto al aprovechamiento y usos del suelo, hay que decir que los materiales de Sierra Morena son poco aptos para la edafogénesis, formándose suelos muy pobres y esqueléticos, y de gran pedregosidad, que conforman un medio poco apto para agricultura. Las tierras cultivadas son escasas y de carácter marginal, predominando el olivar, cultivos herbáceos de secano -sobre todo en los Pedroches- y sobre todo la explotación agroganadera de los espacios adehesados, que configuran el espacio típico de Sierra Morena. La pobreza del suelo, contrasta con la riqueza del subsuelo muy rico en yacimientos minerales -cobre, plomo, carbón, entre otros- si bien, en la actualidad, ya prácticamente exhaustos.
Estas características provocan una situación de difícil desarrollo que provocan el vacío poblacional y la recesión demográfica. La economía de Sierra Morena es totalmente dependiente del exterior y sus recursos forestales y mineros han servido nunca han producido un auténtico desarrollo endógeno.

### Unidades alpinas:Sistemas Béticos
Los Sistemas Béticos forman un conjunto de cadenas montañosas recorre el territorio andaluz desde el Estrecho de Gibraltar, en la provincia de Cádiz, hasta la frontera andaluza con la Región Murciana y Castilla-La Mancha. No obstante, el sistema montañoso se prolonga por tierras levantinas hasta el Cabo de la Nao, en Alicante, para volver a aflorar en las Islas Baleares. Su extremo más estrecho es en la zona de Gibraltar y se va ensanchando hacia la zona oriental, donde se pone en contacto con el zócalo herciniano de la Meseta.
El sistema montañoso está formado por un conjunto de sierras, de edad geológica más reciente que Sierra Morena, más o menos aisladas, formando una especie de triángulo, invertido en comparación con la Depresión Bética. Su estructura y evolución paleogeográfica es muy compleja, por lo que en este artículo se va a utilizar la nomenclatura más consolidada a partir de las obras de Solé y Fontboté. De esta forma vamos a distinguir las Cordilleras Subbéticas (Zona Externa) y la Cordillera Penibética (Zona Interna); entre ellas se van a desarrollar una serie de depresiones y altiplanos de origen tectónico denominadas Depresiones Intrabéticas, destacando el Surco Intrabético.

#### Cordilleras Subbéticas
La Cordillera Subbética forma una alineación montañosa que va desde el Campo de Gibraltar hasta las Sierras de Cazorla y Segura, marcando el límite meridional de la Depresión Bética, hasta ponerse en contacto con la parte oriental de Sierra Morena. La cordillera recorre transversalmente Andalucía: sierras de los Alcornocales y Grazalema, Sierra Sur de Sevilla, Subbético cordobés, Sierra Mágina y Sierras de Segura, Cazorla y La Sagra. La alineación montañosa continua hasta penetrar en tierras murcianas con Sierra Espuña.
Morfológicamente, presenta un trazado discontinuo, tanto en altura como en la dirección de su plegamiento, desdoblándose en tres tramos separados por amplios pasillos transversales de origen tectónico, rellenos de materiales sedimentarios del Terciario. El relieve tiene su origen en los materiales depositados en la zona más interna de la fosa Bética, por lo que son poco frecuentes las lagunas estratigráficas y los materiales son propios de una zona profunda -margas, margocalizas, calizas y dolomías-. Estos materiales fueron empujados por el plegamiento Alpino, por lo que formaron pliegues y sobre todo, como el empuje fue mayor, estos fueron desplazados hacia el Norte constituyendo cabalgamiento sobre el resto de los materiales. También debajo de los materiales del Subbético existía una capa de margas yesosas del Trías que favorecieron los cabalgamientos.
Al igual que en la zona Prebética estos materiales fueron sometidos a la erosión, los materiales más duros formaron sierras más o menos agrestes y los materiales más blandos -margas y margo-calizas- fueron exhumados por la erosión y formaron los corredores.
Desde el punto de vista geológico, existe una diferenciación del Subbético, entre un sector Prebético, que se prolonga desde Martos hasta el cabo de la Nao, y otro Subbético -propiamente dicho-, al sur del anterior, si bien, este se prolonga hasta la punta de Tarifa. En este sector sur, geológicamente se habla de Unidad del Campo de Gibraltar. La gran diferencia entre ambas es la tectónica más simple del sector Subbético. Sin embargo, desde el punto de vista geomorfológico, y por lo tanto del relieve, estas diferencias entre Subbético y Prebético son apenas apreciables, por lo que desde el punto de vista geográfico, se considera a ambas una misma unidad del relieve.

#### Sistema Penibético

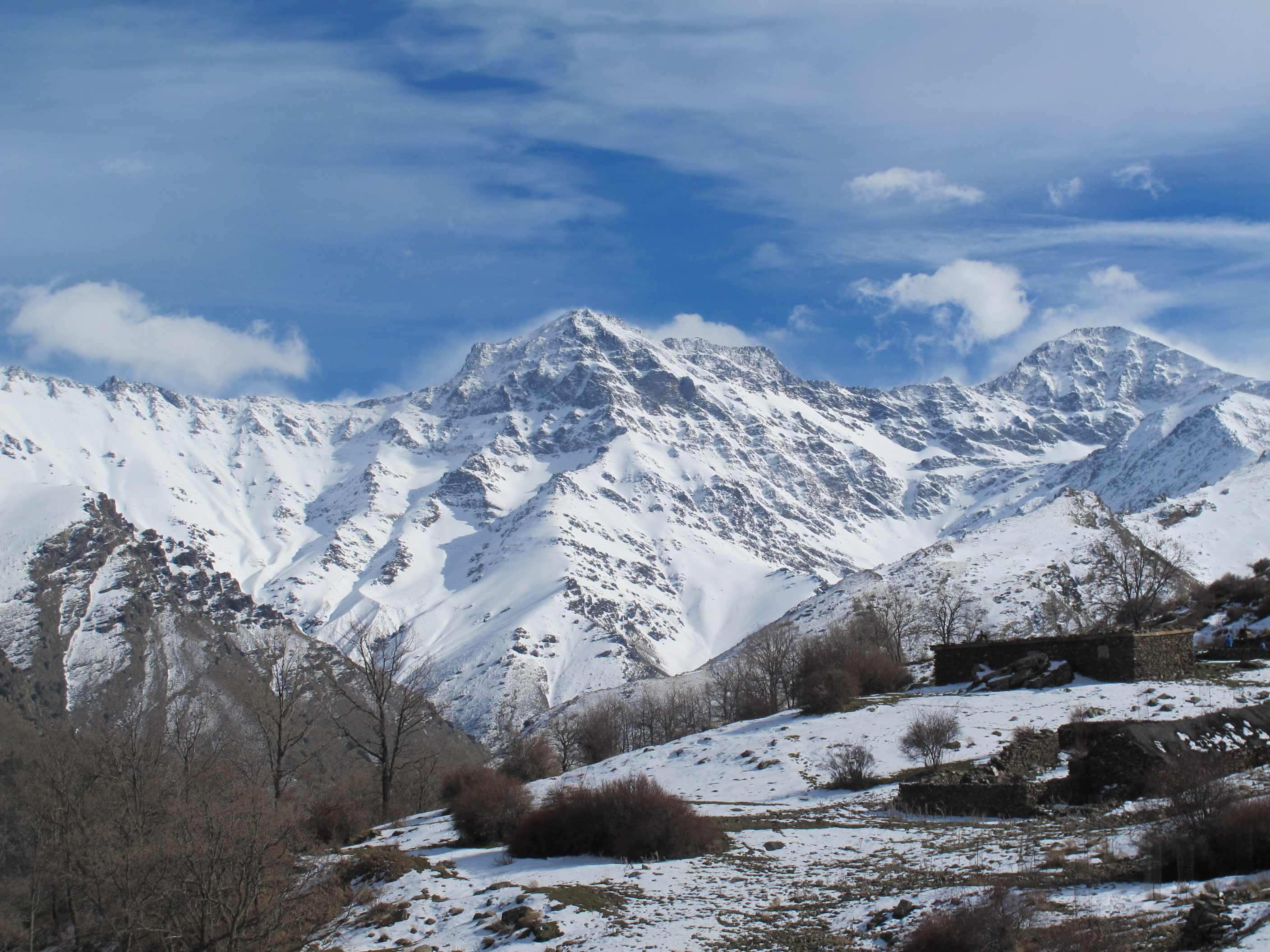
Cumbre de Sierra Nevada desde el refugio de El Hornillo, en el núcleo central de la Cordillera Penibética.

La Cordillera Penibética, o zona interna para los geólogos, está constituida por el conjunto de sierras costeras alineadas a lo largo de la costa mediterránea: Serranía de Ronda, Montes de Málaga, Sierra de Almijara-Tejeda, Sierra de Alhama, Sierra Gorda de Loja, Sierra Nevada, Sierra de Baza, Sierra de Gádor, Sierra de los Filabres y Sierra de las Estancias.
Su altura es muy superior al resto de alineaciones montañosas de Andalucía, incrementándose esta si las apreciamos desde el nivel del mar en la costa. Los pasillos son más escasos que en las Subbéticas y en ocasiones la cordillera actúa como un auténtico murallón, aislando la franja litoral mediterránea del resto de la región.
Esta alineación transcurre paralela a la costa mediterránea, predominan los materiales calizos, provocando mayores pendientes y formas más abruptas.

### Unidades cuaternarias

#### Depresión Bética  o Depresión del Guadalquivir

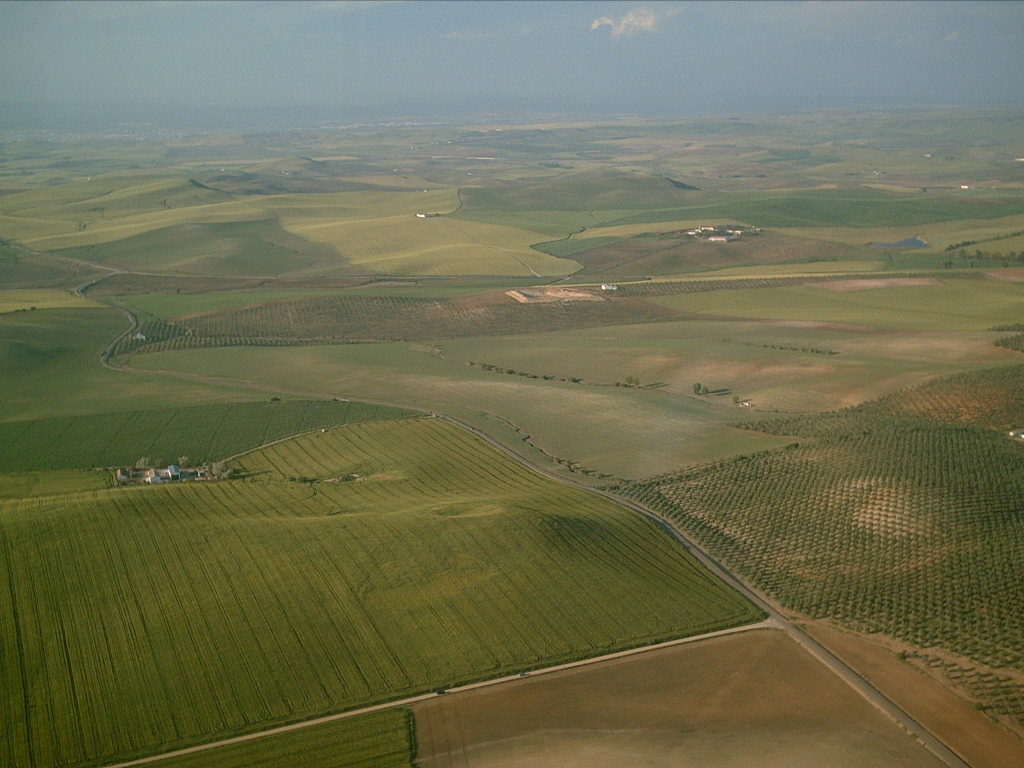
La Depresión Bética constituye una amplia llanura de tierras bajas y húmedas, muy aptas para la agricultura.

La Depresión Bética o Depresión del Guadalquivir es una llanura extensa sedimentaria de forma triangular cuyo lado norte se adapta al trazado de Sierra Morena, pero cuyo vértice inferior se sitúa en el nordeste y su base comprende la máxima extensión de la depresión en el golfo de Cádiz. Se encuentra abierta al océano Atlántico y rodeada por Sierra Morena al Norte y las Cordilleras Béticas al Sureste.
Tiene una longitud aproximada de 330 kilómetros, y está vertebrada por el eje principal del río Guadalquivir y sus afluentes. Es la región con mayor riqueza y mayor variedad agrícola de Andalucía desde el punto de vista agronómico.
En la zona oriental, con paisajes ondulados, denominados campiñas, predominan las formas llanas de amplios valles fluviales, denominadas vegas, terrazas y colinas redondeadas. En estas zonas existen algunos elementos singulares de relieve tabular, como son la Loma de Úbeda, la Sierra de Montilla y Chiclana de Segura en Jaén, los Alcores y el Aljarafe en Sevilla y los Cabezos en Cádiz.
En la zona occidental el paisaje es llano, y está formado por limos y fango arenosos. Desde Sevilla abundan las marismas, que al cerrarse crean lagos y lucios. En la marisma del Guadalquivir se encuentra el parque nacional del Coto de Doñana.

#### Depresiones intrabéticas
Las depresiones intrabéticas recorren longitudinalmente las Béticas, formando una alineación de cubetas sinclinales recubiertas de sedimentos recientes, marinos en su base y continentales arriba, con frecuencia las hoyas acarcavadas son recorridas por una red hidrográfica con un caudal escaso pero de gran poder erosivo, y con frecuencia también aparecen las depresiones flanqueadas por terrazas fluviales y glacis.
En cuanto a su formación, se puede remontar a finales del oligoceno y mioceno inferior; en el momento en el que las Cordilleras Béticas, en líneas generales, ya están trazadas y se ha formado un surco de subsidencia que quedó rodeado por el mar. En épocas posteriores se produjeron la formación de algunas zonas elevadas y desapareció el surco de subsidencia de forma continuada, apareciendo una serie de depresiones individualizadas por la formación de espolones montañosos.
Entre las alineaciones, la más importante es el Surco Intrabético, que se localiza entre las Cordilleras Béticas y las Subbéticas, formado por unidades más o menos individualizadas que se disponen de oeste a este: Depresión de Ronda, Depresión de Antequera, Depresión de Granada, Hoya de Guadix, Hoya de Baza y Hoya de Huéscar. La Depresión de Antequera es prácticamente una continuación de la Campiña sevillana, pero conforme nos dirigimos al Este la continentalidad y la altura de estas hoyas o depresiones aumenta, hasta llegar a las Hoyas de Guadix, Baza y Huéscar que ya no guardan ninguna relación con la Depresión Bética y el Mediterráneo. Por otra parte, el Surco Intrapenibético

## Morfogénesis y fisiografía de las unidades del relieve andaluz
La morfogénesis es la parte de la Geomorfología que estudia el origen de las formas del relieve. La acción predominante de algún factor, ya sea erosivo, estructural o material, genera la creación de grandes sistemas morfogenéticos. En Andalucía se puede decir que existen 7 grandes sistemas morfogenéticos divididos en el dominio marino-continental (fluviomareal y eólico), y continental (fluvio-coluvial, denutativo, denutativo, kárstico, estructural y periglaciar).

### Dominio marino-continental

#### Sistema estuarino
Este sistema incluye todas aquellas formas del relieve originadas por procesos de inundación periódica de las mareas tanto de origen marino(fisiografías mareales), como continental (fisiografías fluvio-mareales). En el conjunto territorial de Andalucía ocupan una superficie de unas 166.609 ha.
Fundamentalmente se localizan en la fachada atlántica: marismas de Ayamonte, del río Carreras, del Piedras, del Odiel y el Tinto, del Guadalete, Barbate; y la desembocadura del río Guadalquivir, donde se concentran las fisiografías de tipo fluvio-mareales. 
Las costas mediterráneas prácticamente no están afectadas por las marismas, pero la existencia de antiguas barreras arenosas ha provocado la reclusión de láminas de agua salobre, generando albuferas, entre las que destaca por su extensión la de Adra. 
Morfogénesis marealDentro de la morfogénesis mareal, en Andalucía están representadas fisiografías de estuarios, esteros, marisma alta, marisma baja y albuferas.
Morfogénesis fluviomarealDentro de la morfología fluviomareal, restringida a las marismas del Guadalquivir, aparecen como fisiografías típicas la marisma antigua, marisma reciente, lucios, vera y levés.

## Las costas de Andalucía
La costa de Andalucía baña cinco de sus ocho provincias, con un total de 14 comarcas y 58 municipios costeros en su seno, sin incluir los radicados en los estuarios de los ríos influidos por las mareas. 
El Océano Atlántico al Oeste conforma el llamado Golfo de Cádiz, que a través del Estrecho de Gibraltar se conecta con el Mar de Alborán, la parte más occidental del Mar Mediterráneo, al cual se asoma directamente en su parte más occidental la provincia de Almería.
A gran escala geológica se trata de márgenes continentales pasivos, de escasa plataforma continental (mayor en la parte atlántica, muy reducida en la mediterránea), con la presencia separadora del Arco Bético-Rifeño (o Arco de Gibraltar) que constituye una unidad orogénica de primera magnitud, formada por la presencia de una subplaca oceánica, comprimida entre las placas ibérica y africana. Las Cordilleras Béticas recorren así la Andalucía Sudoriental de forma paralela a la costa confiriéndole a la costa mediterránea andaluza a su abrigo una climatología diferenciada. En la vertiente atlántica la dominación de los grandes ríos (Guadalquivir y Guadiana) conforma unas costas más arenosas, batidas por una mayor hidrodinámica, lo que hace que sus playas suelan ser más disipativas, de menor pendiente y grano más fino. 
La regulación de los ríos (embalses), la construcción sobre las zonas de dunas de las playas y las obras marítimas que interrumpen la dinámica litoral alteran el equilibrio dinámico de las costas y están detrás de muchas de las situaciones de retroceso de la costa, desencandenando estrategias reactivas de defensa de la costa, en forma de recargas periódicas de áridos alóctonos, o de rigidización y compartimentalización costera.
El enclave biorregional que representa la península ibérica hace que el litoral andaluz albergue en sus ecosistemas costeros de influencia terrestre especies y comunidades de especial interés desde el punto de vista de la conservación (p.ej. el camaleón Chamaleo chamaleo en el litoral mediterráneo o lince Lynx pardinus en su último refugio de la costa atlántica), mientras que en los ecosistemas marinos también existen comunidades y especies especialmente valiosas y presionadas (p.ej. fanerógamas marinas como Posidonia oceanica) o desaparecidas de sus costas como la foca monje Monachus monachus o la tortuga boba Careta careta. 
El poblamiento continuado del litoral andaluz se manifiesta en el carácter pesquero y agrícola originario de muchas de las poblaciones litorales, en los últimos tiempos muy presionado por la expansión de la industria del turismo y el desarrollismo que ha hecho de la costa un producto de consumo foráneo, existiendo grandes tensiones territoriales en el litoral, que amenazan su carácter de recurso fuente de riqueza para las generaciones futuras.
La demanda de recursos y la emisión de residuos que de forma más intensiva generan algunos de los usos agrícolas, industriales e incluso de ocio y residenciales (p.ej. golf y urbanización asociada) se añade a la dificultad existente para la sostenibilidad (en cuanto al ciclo del agua, o a la energía, por ejemplo), encaminándose los esfuerzos a la consecución de una ordenación del territorio y una planificación urbanística que sea capaz de introducir elementos de racionalidad en el fenómeno de incremento poblacional que está viviendo la costa andaluza. La existencia de núcleos de población que vierten sus aguas residuales sin depurar, la sobrexplotación y contaminación de acuíferos o el derrumbe de algunos caladeros pesqueros, son algunos ejemplos de la complejidad de la situación.